# سيد أحمد عيسى (عزبة)
عزبة سيد أحمد عيسى، عزبة تابعة لقرية شباس الملح، التابعة لمركز دسوق، التابع لمحافظة كفر الشيخ في جمهورية مصر العربية.